# Фаншань
Фанша́нь (кит. упр. 房山, пиньинь Fángshān) — район городского подчинения города центрального подчинения Пекин (КНР).

## География
Район Фаншашь находится на юго-западе Большого Пекина. Площадь его составляет 2.019 км². Численность населения равна 754.000 человек (на 2005 год). Плотность населения — 373,5 чел./км².

## История
При чжурчжэньской империи Цзинь из уезда Лянсян (良乡县) был выделен уезд Ваньнин (万宁县), впоследствии переименованный в уезд Фэнсянь (奉先县). При монгольской империи Юань уезд Фэнсянь был переименован в уезд Фаншань (房山县).
С 1928 года уезды Фаншань и Лянсян вошли в состав провинции Хэбэй. После образования КНР они вошли в состав Специального района Тунсянь (通县专区). В 1958 году Специальный район Тунсянь был расформирован, и уезды были объединены, став пекинским районом Чжоукоудянь (周口店区). В 1960 году район Чжоукоудянь был преобразован в уезд Фаншань. В 1981 году из уезда Фаншань был выделен район Яньшань (燕山区). В 1987 году уезд Фаншань и район Яньшань были объединены в район Фаншань.

## Административное деление
Район Фаншань делится на 8 уличных комитетов, 4 местных комитета, 11 посёлков и 6 волостей.

## Транспорт
Со станции в районе Фаншань регулярно отправляются грузовые поезда, следующие в Центральную Азию и Россию.

## Достопримечательности
Фаншань всемирно известен тем, что в находящейся здесь пещерной системе Чжоукоудянь были в 1921, а затем в 1926 и в 1927 годах обнаружены ископаемые останки синантропа (Homo erectus pekinensis). Другим всемирно известным объектом в Фаншане является буддийский храм и монастырь Юньцзюй, также входящий в список охраняемых Памятников КНР. Кроме этого здесь расположен созданный при участии ЮНЕСКО геопарк Фаншань площадью в 954 км².